# Кіт у чоботях (фільм, 1979)
«Кіт у чоботях» — радянський фільм-спектакль 1979 року за п'єсою у віршах Гейнца Калау (написаній за мотивами казки  Шарля Перро). Телевізійна версія вистави Державного академічного театру ім. Є. Вахтангова. 

## Сюжет
Кіт, який дістався у спадок молодшому синові мірошника, позбавляє від влади злого чарівника казкове королівство. Робить він це за допомогою хитрості і участі вірних друзів. Видаючи свого господаря за графа Ніктоса, вірний слуга домагається його весілля з принцесою при прихильній участі старого короля. Традиційний сюжет улюбленої казки доповнений новими пригодами і персонажами.

## У ролях
- Ернст Зорін —  Кіт
- Володимир Коваль —  Стефан, син мірошника
- Олександр Граве —  король
- Катерина Райкіна —  принцеса
- Олексій Жеребцов —  солдат
- Михайло Семаков —  старший брат
- Олександр Галевський —  середній брат
- Марія Синельникова —  селянка
- Олексій Котрельов —  селянин
- Євген Карельських —  лицар Йорк
- Олександр Лебедєв —  лицар Вітт
- Іван Каширін —  Дуб
- Дарина Пєшкова —  Береза 
- Ніна Нехлопоченко —  Горобина
- В'ячеслав Дугін —  Чарівник
- Олександр Павлов —  Ураган
- Гарен Жуковська —  відьма
- Вадим Русланов —  розбійник
- В. Єрмаков —  розбійник
- Євген Шершнєв —  розбійник
- Надія Генералова —  гном
- Гаррі Дунц —  чарівник

## Знімальна група
- Режисери постановники: Світлана Джимбінова, А. Покровський
- Режисер: О. Сокових
- Оператор-постановник: Ю. Мелешко
- Оператори: Е. Болотін, Ю. Мартинов
- Звукорежисер: Е. Марьямова
- Диригент: Р. Архангельський
- Композитор: Едуард Колмановський
- Художники: Едуард Змойро, Р. Акопов
- Художники-гримери:
  - В. Стародубцева
  - Л. Шайдурова
  - Ю. Фомін
- Музичний редактор: М. Савич
- Редактор: М. Фелінський
- Директор: Л. Сєдова